# Črnomelj
Črnómelj ali Črnômelj (izgovarjava [tʃəɾˈnoːməl] (); v starejših virih tudi Černomelj, nemško Tschernembl) je mesto v Sloveniji, največje mesto v Beli krajini, sedež istoimenske občine in krajevne skupnosti. 

## Zgodovina

### Prazgodovina in antika
Arheološka izkopavanja so pokazala začetke naselitve v čas pozne bronaste dobe (12. st. pr. n. št), ki se je nadaljevala v železno dobo. Tlakovanje središča naselja, ureditev poti in odvodnjavanje dokazuje urejeno skupnost že v času železne dobe, v času mlajše železne dobe (Laten, 500-100 pr. n. št.) pa lahko naselbino na lokaciji današnjega Črnomlja na podlagi najdb materialne kulture povežemo z Japodsko plemensko zvezo, točneje njenim transalpinskim delom. Preko naselbine na območju današnje Vinice (Šlemine) je bila črnomaljska mlajša železnodobna naselbina povezana z glavnim japodskim središčem Metulumom (Velika in Mala Viničica pri Josipdolu na Hrvaškem), oddaljenim le slabih 40 km.
Območje današnje Bele krajine so Rimljani osvojili v času Oktavijanovega pohoda v Ilirik med leti 35-33 pr. n. št., ko je bila dokončno premagana in podrejena tudi Japodska plemenska zveza. V tem času je naselbina na lokaciji današnjega Črnomlja zamrla, nasledila pa jo je manjša rimska naselbina (vicus) na drugi, bližnji lokaciji (današnji Okljuk). Vicus je najverjetneje spadal v okvir podrejenega območja (ager) municipija Neviodunum (današnje Drnovo pri Krškem) in bil na meji med provincami Dalmacija in Panonija. Epigrafski material iz časa 1. in 2. st. n. št. govori o naselbini s prisotnostjo osvobojencev akvilejskih družin in prisotnosti Jupitrovega kulta. Mitrej na Rožancu pa priča o vpetosti naselbine v miselne tokove, ki so zajeli Rimsko cesarstvo v času 2. st. n. št.
V času pozne antike se razvije naselbina na lokaciji sedanjega mestnega jedra z močnim obzidjem in zgodnjekrščansko cerkvijo. Prav ta naselbina dokazuje poznoantično vlogo ozemlja današnje Bele krajine, kot t. i. Zufluchtregion oz. prostor umika poznoantičnemu prebivalstvu pred navali germanskih, stepskih in ostalih ljudstev čez ozemlje današnje Slovenije in Dolenjske. Od časa nastanka v 4. st. n. št. se naselbina ohrani tudi po propadu zahodne polovice Rimskega cesarstva 476 n. št. in postane eden izmed najvzhodnejših delov Vzhodnogotske države. Kot takšna je bila uničena v letih 580–620 n. št., ko so jo uničili Avari in njim podrejeni Slovani, ki so prišli iz juga, z današnjega hrvaškega prostora.

### Srednji in novi vek
Prva slovanska naselbina na območju Črnomlja se je razvila v času med 10. – 11. stoletjem, o čemer pričajo najdbe iz okolice župnijske cerkve sv. Petra, ki pričajo o dotikanju dveh slovanskih materialnih kultur: keltsko-karantanske (severne) in belobrdske (panonske-južne). Slovanska naselbina se je razvijala na mejnem območju med Ogrsko–hrvaškim kraljestvom in Svetim rimskim cesarstvom.
Ko je v času vojne med sinovoma ogrsko-hrvaškega kralja Bele III., Emerikom in Andrejem, višnjegorski grof Albreht II. med leti 1198-1204 osvojil ozemlje današnje Bele krajine in potisnil mejo cesarstva do reke Kolpe, je postal Črnomelj središče novo osvojenega ozemlja.
Črnomelj je prvič omenjen v pisnih virih leta 1228, ko je oglejski patriarh Bertold Andeški izdal listino, s katero je bila ustanovljena župnija in loco qui dicitur Schirnomel (na kraju, ki se imenuje Črnomelj), ki leži in regione qui dicitur Metlica (v deželi, ki se imenuje Metlika). Staro ime Bele krajine je namreč Metlika in mesto Metlika je dobilo ime po deželi. Tedaj je bil Črnomelj vojaško-fevdalno središče dežele, kjer je v istem času nastal tudi grad z istoimensko rodbino (von Tschernembl).
Leta 1268 je cerkveno organizacijo v Beli krajini dobil nemški viteški red, ki je v Črnomlju na začetku 14. stoletja postavil komendo (sedež reda). Še pred letom 1277 je Črnomelj dobil trške pravice in postal trg, regionalno ekonomsko-upravno središče. V letu 1277 so pridobili ozemlje Metlike (Bele krajine) goriški grofje in pričeli načrtno razvijati novo središče dežele, imenovano sprva Novi trg (Neumarkt, Novum forum), ki je do sredine 14. stoletja dobilo novo ime, Metlika. Goriški so obdržali ozemlje Bele krajine vse do izumrtja istrske veje leta 1374, nakar je prešla dežela pod oblast Habsburžanov.
Tako Črnomelj kot Metlika sta prvič omenjena kot mesti v habsburški listini iz leta 1407, vendar je Črnomelj še dobrih 150 let v virih omenjen le kot trg. Za časa turške nevarnosti je Črnomelj imel drugotno vlogo, in sicer kot središče oskrbovanja zaledja Vojne krajine.
verodostojne.
Iz leta 1567 so prve pisne omembe protestantov v mestu in o več pridigarjih (predikantov). Izmed njih so v Črnomlju delovali:
- Ivan Kočevar (1567-1568)
- Martin Grgič (1569-1582)
- Anton Neapolitan (1582-1586)
- Vid Subtilič (1586-1598)
- Gregor Sitarič (1597-1598).

Že leta 1569 v mestu delovala protestantska šola pod vodstvom učiteljev Bartolomeja Movrina (1569-1575-1586), Ivana Tajnerja (1575) in Mihaela Šifroviča (1586-1598). Do začetka 90. let 16. stoletja so protestanti povsem prevzeli organe mestne avtonomije in leta 1593 predlagali za mestnega sodnika (župana) protestanta Mihaela Živkoviča, ki pa je bil zavrnjen s strani deželnega kneza. Ko se je leta 1598 pričela protireformacija, so bili protestanti pregnani, oziroma so se spreobrnili v katoličanstvo, delovanje protestantov pa je dokončno zamrlo leta 1614. Do leta 1565 so v Črnomlju še bivali in delovali člani rodbine gospodov Črnomaljskih (von Tschernembl), nakar pa so prodali grad hrvaški rodbini Frankopanov in se odselili v Zgornjo Avstrijo.
Po ustanovitvi Karlovca leta 1579 je Črnomelj izgubil vso pomembnost za oskrbovanje Vojne krajine, skupaj s sosednjo Metliko. Tako sta obe mesti imeli povsem drugotno vlogo, ki je skupaj z zamrtjem trgovine, protireformacijo in siceršnjimi nesrečami povzročila njun zaton. Vse do sredine 19. stoletja sta bili mesti brez večje pomembnosti na južni meji dežele Kranjske.

### Moderna doba
Mesto je v 19. stoletju dobilo vrsto ključnih ustanov, ki so zagotovile nadaljnji razvoj Črnomlja v regionalno administrativno-sodno središče. Z delovanjem čitalnice v drugi polovici 19. stoletja je mesto dobilo povsem slovenski značaj, konec 19. stoletja pa je pričela delovati tudi nova, modernejša šola. Med 2. svetovno vojno je bilo mesto sedež osvobojenega ozemlja. V mestu so delovale različne glavne partizanske ustanove. 19. in 20. februarja 1944 je bilo v Črnomlju ustanovno zasedanje Slovenskega narodnoosvobodilnega sveta.

## Geografija
Povprečna nadmorska višina naselja je 174,3 m. Mesto je prometno središče dela Bele krajine med Metliko, Adlešiči, Semičem, Vinico in Starim trgom ob Kolpi (smer Kočevje). Črnomelj pa ni samo prometno, marveč tudi kulturno, zaposlitveno, oskrbovalno in upravno središče večjega dela Bele krajine.
Staro mestno jedro je eno od tistih slovenskih mest, za katere je značilna strateška lega na varnem pomolu v okljuku reke Lahinje. Pomol je tudi visoko nad sotočjem globoko vrezanih rek ali bolje rečic Lahinje in pritoka Dobličice. 
Središče mesta obkrožajo mestni predeli lokalno imenovani: Pred mostom, Skadnje, Pred Kaplanico, Krštine in Pristave; Pod gozdom, Loka, Kočevje in Kozji plac, medtem ko so Vojna vas, Dolenja vas, Lokve ter Kanižarica in Svibnik samostojna naselja. Na severozahodu sta romski naselji Hudorovac in Brajdič.

## Stavbe in objekti
- grad Črnomelj v katerem je sedež občinske uprave.
- Stoničev grad
- trdnjava Črnomelj
- cerkev sv. Petra
- cerkev sv. Duha
- cerkev sv. Boštjana
- Srednja šola Črnomelj
- Narodna čitalnica

## Gospodarstvo
Poleg kmetijstva je prisotna tudi industrija (kovinskopredelovalna, lesnopredelovalna, tekstilna). Zaradi ugodne cene zemljišča ter poceni delovne sile se na lokacijo propadlih podjetij ali v neposredno bližino, v obrtno cono na lokacijo bivšega rudnika Kanižarica, seli tudi proizvodnja iz drugih držav ali panog. 

## Demografija
| Pregled števila prebivalstva po letih | Pregled števila prebivalstva po letih | Pregled števila prebivalstva po letih | Pregled števila prebivalstva po letih | Pregled števila prebivalstva po letih | Pregled števila prebivalstva po letih | Pregled števila prebivalstva po letih | Pregled števila prebivalstva po letih | Pregled števila prebivalstva po letih | Pregled števila prebivalstva po letih | Pregled števila prebivalstva po letih | Pregled števila prebivalstva po letih | Pregled števila prebivalstva po letih | Pregled števila prebivalstva po letih |
| ------------------------------------- | ------------------------------------- | ------------------------------------- | ------------------------------------- | ------------------------------------- | ------------------------------------- | ------------------------------------- | ------------------------------------- | ------------------------------------- | ------------------------------------- | ------------------------------------- | ------------------------------------- | ------------------------------------- | ------------------------------------- |
| 1869                                  | 1880                                  | 1890                                  | 1900                                  | 1910                                  | 1931                                  | 1948                                  | 1953                                  | 1961                                  | 1966                                  | 1971                                  | 1981                                  | 1991                                  | 2002                                  |
| 1071                                  | 1055                                  | 1086                                  | 1136                                  | 978                                   | 1403                                  | 1694                                  | 1920                                  | 2323                                  | 2784                                  | 3744                                  | 4731                                  | 5462                                  | 5854                                  |

## Promet
Železniška povezava je bila do Črnomlja zgrajena leta 1914, s čimer je se je začel nov razvoj mesta in celotne Bele krajine. Nadaljnji načrti o gradnji železniške povezave Črnomelj - Vinica - Ogulin se niso uresničili. V začetku 20. stoletja je nastala tudi prva industrija v Črnomlju in njegovi bližini, kar je imelo pozitiven učinek na demografska gibanja in povečanje števila prebivalstva. Kljub temu pa je Bela krajina in z njo Črnomelj vedno trpela zaradi izgube prebivalstva, ki je bila najhujša v času pojava peronospore in trtne uši v 80. letih 19. stoletja.

## Jurjevanje
Jurjevanje je običaj, ki skozi dolgo zgodovino ohranja belokranjski ples, pesem in glasbeno dediščino, hkrati pa vabi mednarodno uveljavljene folklorne skupine in druge kulturne ustvarjalce iz vseh kontinentov sveta k predstavitvi lastne dediščine.
To je folklorni običaj, ki se odvija na Jurjevo, to je 24. aprila, na katerem se poje in pleše in temelji na tradicionalnem slovenskem prazniku jurjevanju. Enega od moških oblečejo v zelene veje in ga poimenujejo Zeleni Jurij. Ta hodi od hiše do hiše in na vrata zatika vejice, ki vasi in družinam prinaša srečo in zagotovilo, da bo to leto dobra letina.

## Osebnosti iz občine Črnomelj
Seznam osebnosti iz občine Črnomelj

## Galerija
- Cerkev sv. Petra in vzhodni stavbni niz Ulice Staneta Rozmana
- Cerkev Svetega Duha
- Cerkev Svetega Duha
- Sotočje rek Lahinje in Dobličice
- Most čez Dobličico v Črnomlju
- Staro mestno jedro
- Kulturni dom Črnomelj
- Glasbena šola Črnomelj, med drugo svetovno vojno partizanska gimnazija